# السعادة (فلم 1998)
السعادة (بالإنجليزية: Happiness) هو فيلم كوميدي تم إنتاجه في الولايات المتحدة وصدر في سنة 1998. من بطولة اليزابيث اشلي وديلان بيكر ولارا فلين بويل وفيليب سيمور هوفمان ولويز لاسر.

## الميزانية والإيرادات
بلغت تكلفة إنتاج الفيلم حوالي 3 ملايين دولار بينما حقق إيرادات تقدر بـ 2807390 دولار.

## وصلات خارجية
- مقالات تستعمل روابط فنية بلا صلة مع ويكي بيانات